# 대전-세종-충북 광역철도
대전-세종-충북 광역철도(大田-世宗-忠北 廣域鐵道)는 대전광역시를 비롯한 세종특별자치시, 충청북도에 계획 중인 광역철도이다.

## 배경
2012년, 대전과 세종에서 대전 도시철도 1호선을 반석역에서 정부세종청사까지 연장하자는 논의를 시작했다. 그러다가 2020년 12월 14일, 충청권 4개 광역자치단체가 최종적으로 의견을 모아 제4차 국가철도망 구축계획 반영을 위한 공동건의문을 채택하였다. 신탄진-조치원-오송-청주도심-청주공항을 광역철도 사업으로, 청주 시내 구간은 지하로 건의했다.
2021년 7월 5일 국토교통부에서 제4차 국가철도망 구축계획 고시했다.

## 같이 보기
- 대전 도시철도
  - ● 대전 도시철도 1호선